# پرواز شماره ۶۰۵ ایندین ایرلاینز
پرواز شماره ۶۰۵ ایندین ایرلاینز(به انگلیسی: Indian Airlines Flight 605) یک پرواز از بمبئی به مقصد بنگالور بود که با ۱۳۹ مسافر و ۷ خدمه بودند، در تاریخ ۱۴ فوریه ۱۹۹۰ دچار سانحه شد و ۹۲ نفر جان باختند .